# A Inteligência dos Cães
A inteligência dos cães (em inglês:  The Intelligence of Dogs) é uma publicação de Stanley Coren a respeito da inteligência canina para o trabalho e para com a aceitação de comandos de obediência. Para a elaboração deste livro, Coren criou um questionário a ser respondido por juízes norte-americanos e canadenses especializados em provas de obediência. Na obra, 133 raças foram avaliadas e listadas em 79 posições por 208 juízes, entre os quais 199 responderam completamente as perguntas. Para o autor foi importante ainda ressaltar que o livro não trata da chamada inteligência instintiva destes animais.

## Graduações

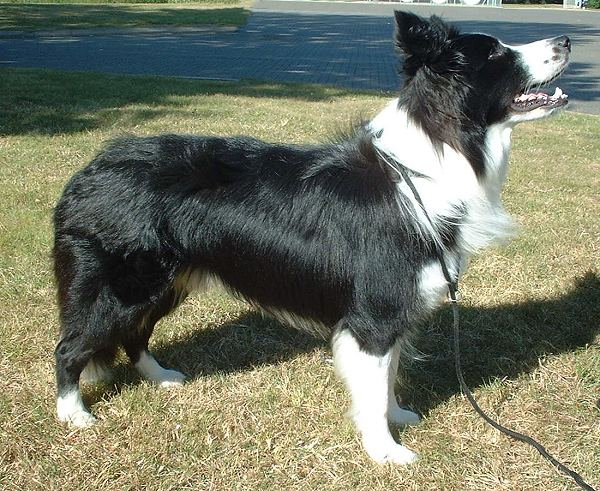
A border collie é considerada a raça mais inteligente de todas para a obediência e o trabalho.

De acordo com Stanley, os critérios atingidos pelos caninos podem ser listados de 1 a 80:
- Nas graduações de 1 a 10 lista-se os melhores cães de inteligência de trabalho. Após cinco tentativas, estes caninos já apresentam entendimento e não necessitam prática para repetirem comandos. Para 95% destes cães, não é preciso repetir uma ordem mais de uma vez. Sua velocidade entre o tempo de comando e o de execução também é considerada.

- Nas graduações de 11 a 26 São listados excelentes cães de trabalho, cuja repetição de comandos é dada entre cinco e quinze vezes, respondendo, em 85% dos casos, ao primeiro comando, sem necessitar de repetição. A demora entre o comando e a resposta é ocasionalmente notada quando este apresenta-se um pouco mais complexo.

- Nas graduações de 27 a 39 vê-se os cães de trabalho com inteligência acima da média. Estes caninos necessitam de até vinte repetições dos comandos para que os obedeçam, ainda que demonstrem entendimento prévio. Após treinados, em 70% dos casos não necessitam de repetição da ordem. Apresentam dificuldade em obedecer quando o dono se distancia e demoram um pouco mais para responder.

- Nas graduações de 40 a 54 encontra-se listados os cães de inteligência de trabalho e obediência intermediária, que precisam de até quarenta repetições para que aprendam um novo comando, demonstrando, após vinte repetições, um entendimento rústico da ordem dada. Em 50% dos casos, após treinados, respondem aos comandos sem necessidade de repetição. Todavia, a confiabilidade de execução depende do treinamento investido. Seu tempo de resposta é considerado lento.

- Nas graduações de 55 a 69 são postos os cães cuja capacidade de obediência e de trabalho é classificada como razoável, necessitando de até oitenta repetições para que aprendam um comando. Mesmo após terem aprendido, a obediência aparenta ainda ser fraca, e em apenas 30% dos casos, conseguem responder a uma ordem sem necessidade de repetição. Caso o treinador ou dono se afaste, o tempo de resposta e a obediência diminuem consideravelmente.

- Nas graduações de 70 a 80 são listadas as raças julgadas como detentoras do menor grau de inteligência de trabalho e obediência. Necessitam de até quarenta repetições para que demonstrem o mínimo de entendimento sobre o comando durante o treinamento e antes que consigam executar a ordem. É comum que precisem executar o mesmo movimento por mais de cem vezes antes que se tornem confiáveis.

## Posições

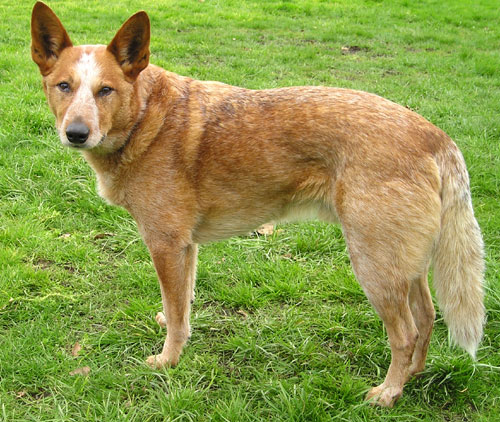
De acordo com a pesquisa, o boiadeiro australiano ocupa a décima posição.

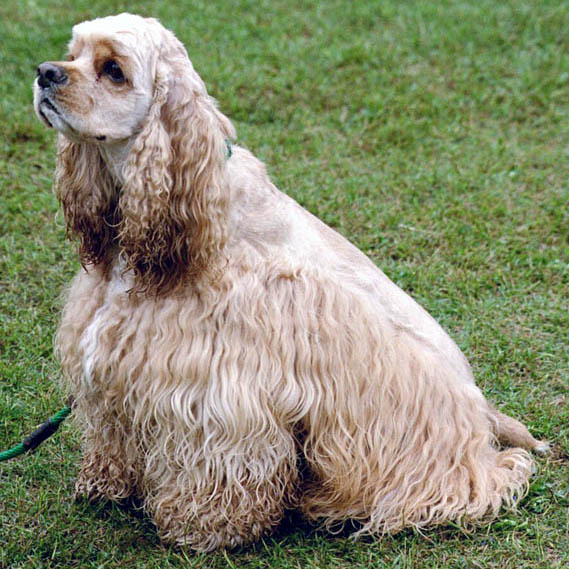
Na vigésima colocação está o cocker spaniel americano, duas posições atrás de seu parente inglês.

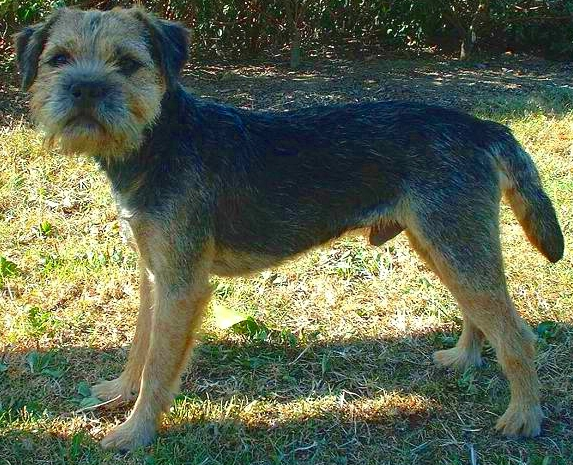
O border terrier está empatado com o briard na trigésima posição.

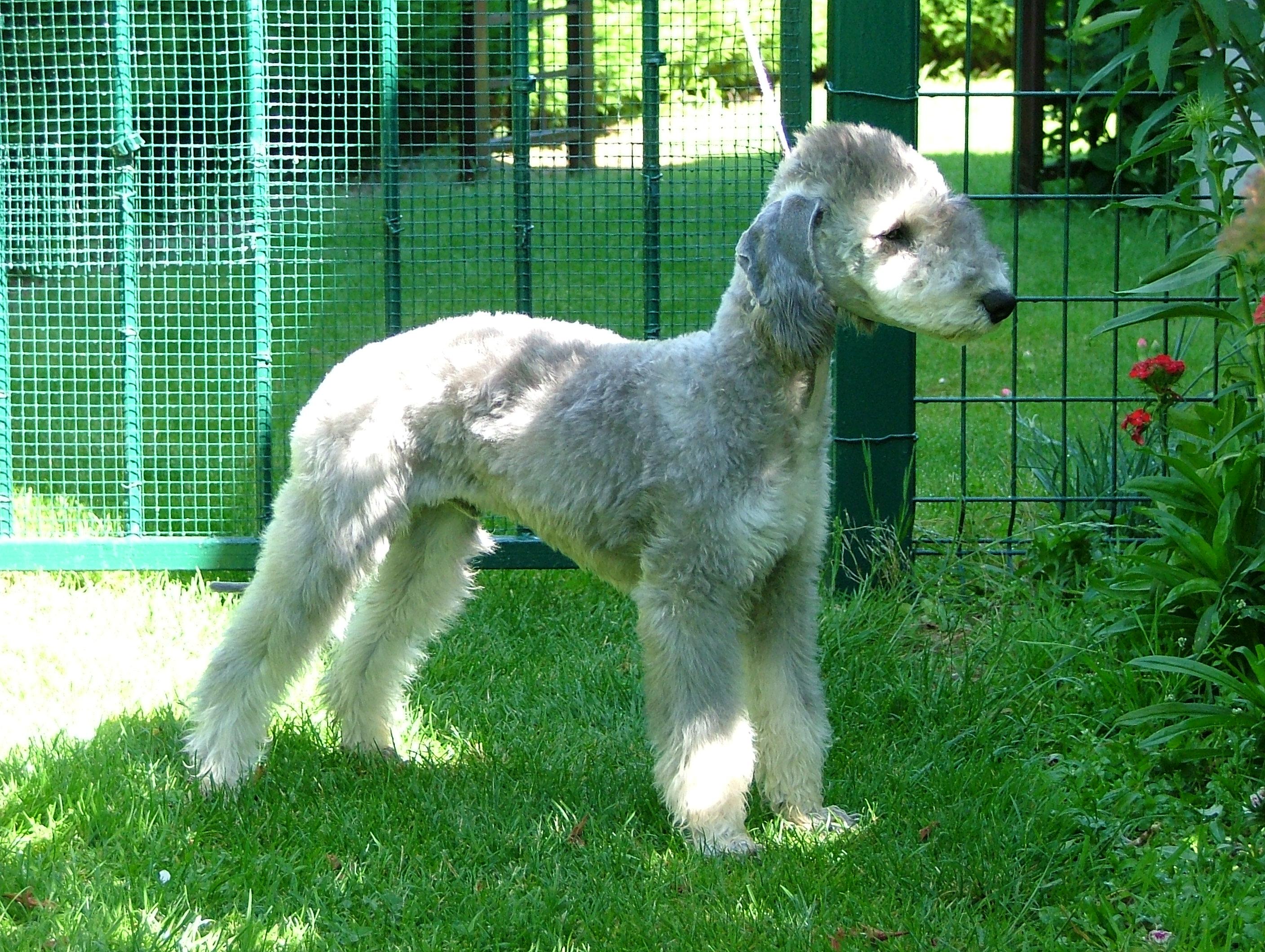
Em quadragésismo lugar o bedlington terrier está empatado com outros do mesmo grupo.

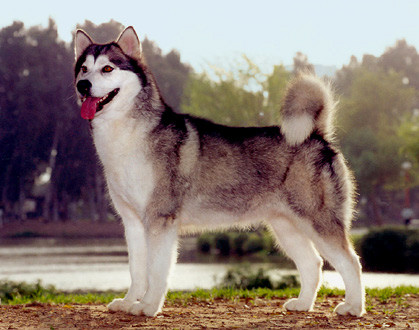
Em 50º lugar está o grande malamute-do-alasca.

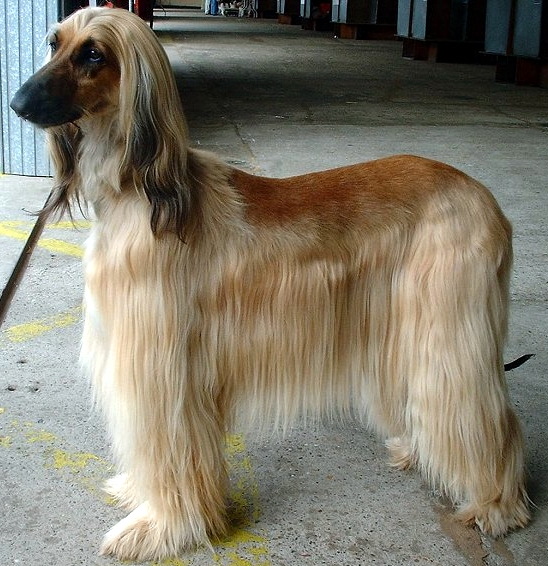
O afghan hound ocupa a última posição.

O resultado da pesquisa do autor junto aos juízes foi:
1º - Border Collie 
 2º - Poodle
 3º - Pastor Alemão 
 4º - Golden Retriever 
 5º - Dobermann 
 6º - Pastor de Shetland 
 7º - Labrador 
 8º - Papillon (cão) 
 9º - Rottweiler 
 10º - Australian Cattle Dog 
 11º - Welsh Corgi (Pembroke) 
 12º - Schnauzer Miniatura 
 13º - Springer Spaniel Inglês 
 14º - Pastor Belga Tervuren 
 15º - Pastor Belga Groenendael,  Schipperke 
 16º - Collie, Keeshond 
 17º - Pointer Alemão de Pêlo Curto 
 18º - Cocker Spaniel Inglês, Flat-Coated Retriever, Schnauzer Standard 
 19º - Brittany 
 20º - Cocker Spaniel Americano 
 21º - Weimaraner 
 22º - Pastor Belga Malinois, Bernese Mountain Dog 
 23º -Spitz Alemão 
 24º - Cão d'água irlandês 
 25º - Vizsla 
 26º - Welsh corgi cardigan 
 27º - Yorkshire Terrier, Chesapeake Bay Retriever, Puli 
 28º - Schnauzer Gigante 
 29º - Airedale Terrier, Boieiro das Flandres 
 30º - Border Terrier, Briard 
 31º - Welsh Springer Spaniel 
 32º - Manchester Terrier 
 33º - Samoieda 
 34º - Field Spaniel, Terra Nova, Terrier Australiano, American Staffordshire Terrier, Setter Gordon, Bearded Collie 
 35º - Setter Irlandês, Cairn Terrier, Kerry Blue Terrier 
 36º - Elkhound 
 37º - Pinscher Miniatura, Affenpinscher, Silky Terrier, Setter Inglês, Pharaoh Hound, Clumber Spaniel 
 38º - Norwich Terrier 
 39º - Dálmata 
 40º - Soft coated wheaten terrier, Bedlington Terrier, Fox Terrier Pêlo Liso 
 41º - Curly coated retriever, Irish Wolfhound 
 42º - Kuvasz, Pastor Australiano 
 43º - Pointer, Saluki, Spitz finlandês 
 44º - Cavalier King Charles Spaniel, Braco alemão de pelo duro, Coonhound preto e castanho, Cão D'Água Americano 
 45º - Husky Siberiano, Bichon Frisé, King charles spaniel 
 46º - Tibetan Spaniel, Foxhound inglês, Otterhound, American Foxhound, Greyhound, Griffon de aponte de pelo duro 
 47º - West Highland White Terrier, Deerhound 
 48º - Boxer, Dogue Alemão 
 49º - Dachshund, Staffordshire Bull Terrier 
 50º - Malamute do Alasca 
 51º - Whippet, Shar-Pei, Fox Terrier Pêlo Duro 
 52º - Rhodesian Ridgeback 
 53º - Podengo ibicenco, Welsh Terrier, Terrier irlandês 
 54º - Boston Terrier, Akita Inu 
 55º - Skye Terrier 
 56º - Norfolk Terrier, Sealyham Terrier 
 57º - Pug 
 58º - Bulldog Francês 
 59º - Griffon de Bruxelas, Maltês 
 60º - Galguinho italiano 
 61º - Cão de Crista Chinês 
 62º - Dandie Dinmont Terrier, Pequeno basset griffon da Vendeia, Terrier Tibetano, Spaniel Japonês, Lakeland Terrier 
 63º - Old English Sheepdog 
 64º - Cão de montanha dos Pirenéus 
 65º - São Bernardo, Scottish Terrier 
 66º - Bull Terrier 
 67º - Chihuahua (cão) 
 68º - Lhasa Apso 
 69º - Bullmastiff 
 70º - Shih Tzu 
 71º - Basset Hound 
 72º - Mastino Napoletano, Beagle 
 73º - Pequinês 
 74º - Bloodhound 
 75º - Borzoi 
 76º - Chow Chow 
 77º - Bulldog 
 78º - Basenji 
 79º - Afghan Hound